# Alnus suginoi
Alnus suginoi är en björkväxtart som beskrevs av Junichi Sugimoto. Alnus suginoi ingår i släktet alar, och familjen björkväxter. Inga underarter finns listade.